# Asno-da-somália
O asno-da-somália (Equus africanus somaliensis) é uma subespécie do asno-selvagem-africano. Ocorre na região de Denkelia na Eritreia, nordeste da Etiópia e na Somália.
A característica que o diferencia de forma marcante das outras espécies de asnos existentes são as pernas listadas, lembrando as de uma zebra, embora o restante de sua pelagem seja via de regra acinzentada. 
Um estudo de DNA, entretanto, indicou que o jumento doméstico é o animal mais aparentado ao asno-da-somália.